# Rudolf Schoch
Rudolf Schoch (geb. 30. Juli 1896 in Dürnten; gest. 10. Juli 1982 in Zürich) war ein Schweizer Musikpädagoge, Komponist, Sänger, Chorleiter und Musikschriftsteller. Er war ein Förderer der Blockflöte als Einstiegsinstrument in der Schulmusik und Reformer des Musikunterrichts.

## Leben und Werk
Rudolf Schoch besuchte das Lehrerseminar Küsnacht und unterrichtete anschliessend an der Primarschule. 
1930 war er ein Mitbegründer der «Volksklavierschule Zürich». Er gründete 1934 die «Sing- und Spielkreise Zürich». Später gründete er die «Schweizerische Arbeitsgemeinschaft für Jugendmusik und Musikerziehung». 
Schoch schrieb die erste Schweizer Blockflötenschule, Kleiner Lehrgang des Blockflötenspiels und deren Nachfolger Die neue Blockflötenschule. Sein Hauptwerk Musikerziehung durch die Schulen fand grosse Anerkennung. 1984 veröffentlichte er im Hug-Verlag die Broschüre Blockflötenstunden mit Rudolf Schoch.
In der Musikerziehung der Schweiz war Rudolf Schoch für das 20. Jahrhundert, was Hans Georg Nägeli für das 19. Jahrhundert war. In Anerkennung seiner Verdienste verlieh ihm die Philosophische Fakultät I der Universität Zürich 1963 die Ehrendoktorwürde. 
Rudolf Schoch erhielt zudem die Hans-Georg-Nägeli-Medaille der Stadt Zürich.

## Schriften (Auswahl)
- 1933: Blockflötenschule.
- 1946: Musikerziehung durch die Schule.
- 1948: Blockflötenstunden bei Rudolf Schoch.
- 1956: Neue Wege zu Melodie und Formgefühl.
- 1958: Möglichkeiten der Liederarbeitung.